# گورنچنو
گورنچنو (به لاتین: Goręczyno) یک روستا در لهستان است که در گمینا سومونگنو واقع شده‌است. گورنچنو ۱٬۳۰۰ نفر جمعیت دارد.